# Prince (álbum)
Prince es el segundo álbum de estudio del músico estadounidense Prince. Fue publicado el 19 de octubre de 1979 por el sello Warner Bros. Records. El álbum fue compuesto y producido en su totalidad por el mismo Prince.

## Producción
Prince grabó el álbum en unas pocas semanas luego de que Warner Bros le exigiera que grabara otro disco luego de su álbum debut de 1978, For You. El álbum no logró la repercusión esperada, aunque la canción "Soft and Wet" escaló a la posición No. 12 en las listas de R&B.

### Single en 2019
En octubre de 2019 se publica, por el 40 aniversario del álbum un sencillo con una versión acústica de "I feel for you"

## Lista de canciones
1. «I Wanna Be Your Lover» (5:49)
2. «Why You Wanna Treat Me So Bad?» (3:49)
3. «Sexy Dancer» (4:18)
4. «When We're Dancing Close and Slow» (5:23)
5. «With You» (4:00)
6. «Bambi» (4:22)
7. «Still Waiting» (4:12)
8. «I Feel for You» (3:24)
9. «It's Gonna Be Lonely» (5:27)

## Sencillos
- "I Wanna Be Your Lover" b/w "My Love is Forever" (EE. UU. #11, US R&B #1, EE. UU. Dance #2, Reino Unido #41)
- "Why You Wanna Treat Me So Bad?" b/w "Baby" (EE. UU. R&B #13)
- "Still Waiting" b/w "Bambi" (EE. UU. R&B #65)
- "Sexy Dancer" b/w "Bambi"/"Baby" (EE. UU. Dance #2)